# Mar de Salomón
El Mar de Salomón es una región marina situada en el suroeste del océano Pacífico, que se extiende entre las costas de varios archipiélagos y territorios insulares de Oceanía. Limita al oeste con la costa suroriental de la isla de Nueva Guinea, al norte con las islas del archipiélago de Bismarck, al este con las Islas Salomón, de las cuales toma su nombre, y al sur con el archipiélago Luisiadas, que marca su conexión con el mar de Coral. Esta ubicación geográfica coloca al Mar de Salomón en una de las zonas más complejas y diversas del Pacífico, en términos de geografía, ecología y culturas humanas.
El mar se extiende a lo largo de una vasta área que abarca importantes cuerpos de agua entre estos archipiélagos, y se caracteriza por su topografía variada, con una mezcla de aguas profundas, estrechos canales, y numerosos arrecifes y atolones. A nivel ecológico, es un área de gran biodiversidad, albergando una rica fauna marina, incluidas especies de coral, peces y mamíferos marinos, lo que la convierte en una región de alto interés para estudios científicos relacionados con la biología marina.
Por su ubicación, el Mar de Salomón conecta diversas rutas marítimas de importancia estratégica. Al norte y al noroeste, se comunica con el mar de Bismarck, que separa la isla de Nueva Bretaña de Nueva Guinea. Además, su apertura hacia el mar de Coral al sur, a través del archipiélago Luisiadas, facilita el acceso a una de las principales rutas de navegación en el Pacífico Sur. Esta característica lo convierte en un importante punto de intercambio y tránsito de bienes, culturas y recursos a lo largo de la historia.
La región también tiene una significancia histórica notable, ya que ha sido un cruce de caminos para diferentes culturas y potencias coloniales. Las Islas Salomón, que se encuentran en su parte oriental, fueron escenario de importantes enfrentamientos durante la Segunda Guerra Mundial, especialmente en la Batalla de Guadalcanal, que marcó un punto de inflexión en la lucha entre las fuerzas aliadas y las japonesas en el Pacífico.

## Delimitación de la Organización Hidrográfica Internacional
La máxima autoridad internacional en materia de delimitación de mares, la Organización Hidrográfica Internacional («International Hydrographic Organization, IHO), considera el mar de las Salomón como un mar. En su publicación de referencia mundial, Limits of oceans and seas (Límites de océanos y mares, 3.ª edición de 1953), le asigna el número de identificación 65 y lo define de la forma siguiente:

On the Northwest. By the Southeast limit of Bismarck Sea (66).

On the Northeast. By a line from the Southern point of New Ireland to the North point of Buka Island, through this island to the Northwest point of Bougainville Island, along the Southern coasts of Bougainville, Choisel, Ysabel, Malaita and San Cristobal Islands.

On the South. The Northern limit of the Coral Sea (64) between San Cristobal Island, Solomons, and Gado-Gadoa Island, off the Southeast extreme of New Guinea.

On the Southwest. By the coast of New Guinea and a line from its Southeasternmost point through the Louisiade Archipelago to Rossel Island».

Al noroeste. Por el límite sureste del mar de Bismarck (66).

Al noreste.

Por una línea desde el punto sur de Nueva Irlanda hasta el punto norte de la isla Buka, a través de esta isla hasta el punto Noroeste de la isla de Bougainville, a lo largo de las costas sur de la misma isla, Choisel (Choiseul), Ysabel, Malaita y Makira (isla San Cristóbal).

Al sur.

El límite norte del mar de Coral (64) entre la isla San Cristóbal, las islas Salomón y la isla Gado-Gadoa, en el extremo sudeste de Nueva Guinea (10°38′S 150°34′E).

Al suroeste.

Por la costa de Nueva Guinea y una línea desde el punto extremo suroriental a través del archipiélago Louisiade hasta la isla Rossel.
«Limits of oceans and seas»

## Localización
El mar de Salomón comunica al norte y noroeste, a cada lado de la isla de Nueva Bretaña, con el mar de Bismarck. Cubre una superficie aproximada de 720 000 km². Es un mar profundo, con la fosa de Nueva Bretaña recorriendo toda su parte norte y una profundidad máxima de 9140 metros, la depresión de las Salomón en su centro con profundidades de 3000 metros en promedio y la de San Cristóbal en su extremo sureste.
Honiara, en la isla de Guadalcanal y capital de las Salomón, es la principal ciudad que domina este mar.
Allí tuvieron lugar varias batallas importantes de las campañas del Pacífico durante la Segunda Guerra Mundial.

## Etimología

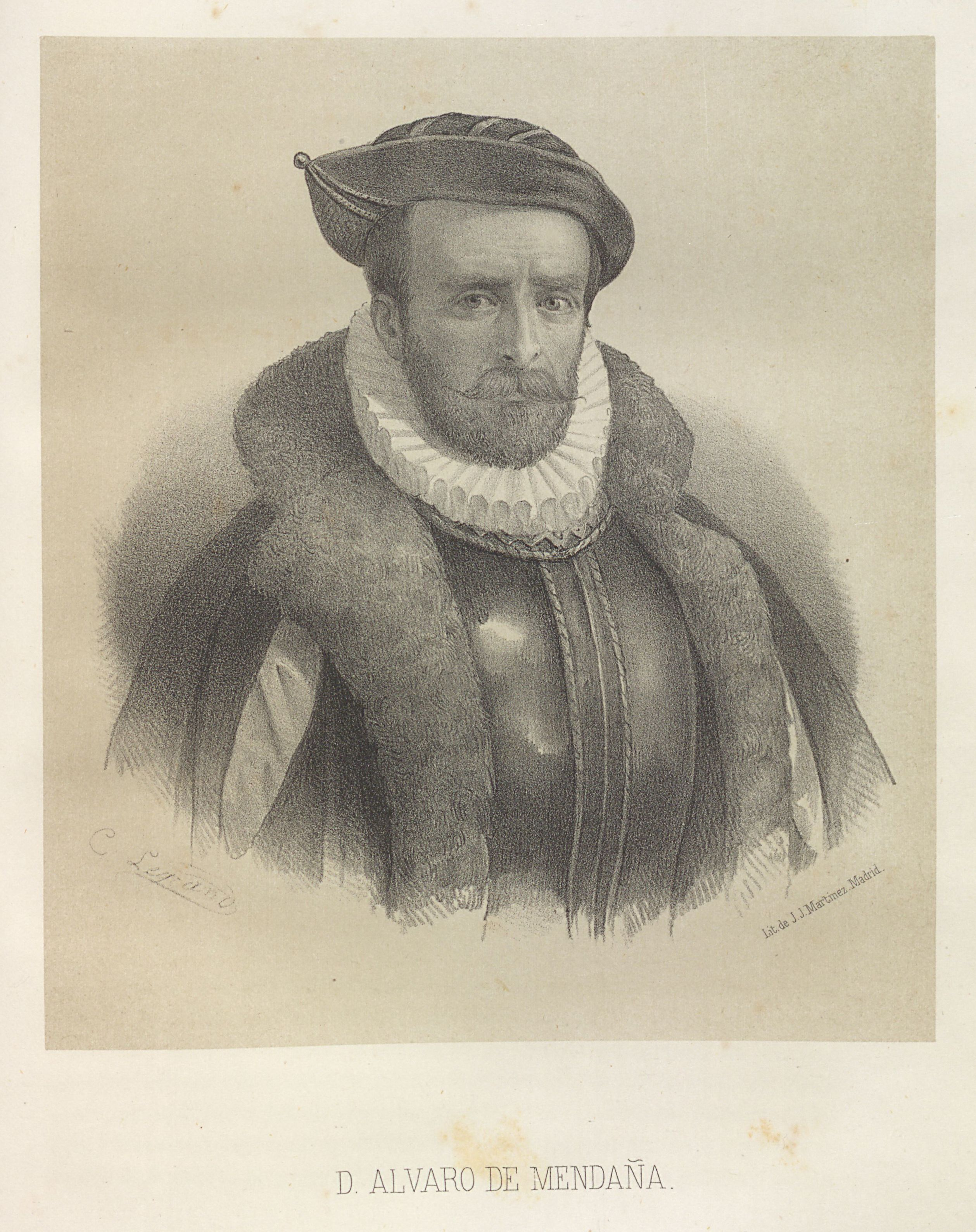
Retrato imaginado de Álvaro de Mendaña. En Historia de la Marina Real Española : desde el descubrimiento de las Américas hasta el combate de Trafalgar. Autor: Ferrer de Couto, José (1820-1877), March y Labores, José m. 1865.

El nombre de este mar se debe a la presencia de las islas de Salomón.
El explorador español Álvaro de Mendaña fue el primer europeo en arribar a las islas. Había oído las leyendas incas que hablaban de unas islas, Anachumbi y Ninachumbi, descubiertas por el emperador inca Túpac Yupanqui y colmadas de tesoros. Estas regiones eran identificadas con la región de Ofir, donde se encontraban las minas del rey Salomón. A pesar de no haber encontrado el oro esperado en esas islas, los españoles las denominaron islas de Salomón, y por ello este mar se denomina así también.

## Profundidad máxima
En forma aproximada el mar de Salomón se corresponde con la placa del mar de Salomón, una formación tectónica, e incluye la fosa de Nueva Bretaña, en la zona de subducción de Nueva Bretaña, la cual alcanza una profundidad de 29 988 pies (9 140 m) debajo del nivel del mar.

## Historia
La historia del mar de Salomón está entrelazada con la exploración y expansión colonial en la región.
Antes de la exploración europea, el mar de Salomón y las islas circundantes estaban habitadas por pueblos austronesios y pueblos melanésios. Estos primeros pobladores desarrollaron sociedades complejas y participaron en el comercio y el intercambio cultural a lo largo del Pacífico. Los grupos austronesios migraron desde el sudeste asiático hace aproximadamente 3500 años, trayendo consigo habilidades avanzadas en navegación y agricultura. Se establecieron en las islas del Pacífico y desarrollaron culturas distintas. Los pueblos melanesios son nativos del este de Nueva Guinea, las islas Salomón, Vanuatu, Fiyi y las islas circundantes. Los melanesios tienen una cultura diversa y compleja que incluye una variedad de idiomas y tradiciones.
Los españoles fueron de los primeros europeos en explorar la región en el siglo XVI. Álvaro de Saavedra Cerón y Álvaro de Mendaña fueron exploradores destacados que navegaron por las islas Salomón y contribuyeron a los primeros mapas europeos del área. Posteriormente en los siglos XVII y XVIII, los navegantes holandeses continuaron explorando el área, seguidos por el interés británico a finales del siglo XVIII. El navegante británico James Cook exploró partes de las islas Salomón y documentó sus encuentros con los habitantes locales.
A finales del siglo XIX, hubo un aumento del interés europeo en la región del Pacífico, impulsado por oportunidades económicas y consideraciones estratégicas, que dio lugar a la colonización de la región. Los británicos establecieron un protectorado sobre las Islas Salomón en 1893, con el objetivo de controlar el lucrativo comercio de copra (núcleo seco de coco). Concurrentemente, Alemania estableció una colonia en Nueva Guinea Alemana (costa norte de Papúa Nueva Guinea), que limitaba con los límites norteños del mar de Salomón. El control alemán duró hasta la Primera Guerra Mundial, después de lo cual Australia asumió la administración bajo un mandato de la Liga de las Naciones.
El mar de Salomón se convirtió en un teatro estratégico crítico durante la Segunda Guerra Mundial debido a su proximidad a bases clave aliadas y japonesas. Japón buscó expandir su influencia en el Pacífico estableciendo aeródromos y bases navales en islas como Guadalcanal. La batalla del Mar del Coral (1942) y la batalla de las Islas Salomón Orientales (1942) fueron enfrentamientos navales decisivos librados cerca del Mar de Salomón. Estas batallas marcaron un punto de inflexión en la guerra del Pacífico y ayudaron a detener la expansión japonesa.
Después de la Segunda Guerra Mundial, las potencias coloniales comenzaron a descolonizar la región. Papúa Nueva Guinea obtuvo la independencia de Australia en 1975, seguida por las Islas Salomón del Reino Unido en 1978. Estas nuevas naciones independientes buscaron afirmar el control sobre sus aguas territoriales en el mar de Salomón. Tanto Papúa Nueva Guinea como las Islas Salomón enfrentaron desafíos en la construcción de naciones y la gobernanza, incluida la gestión de sus recursos naturales y la atención a las disparidades socioeconómicas.

### La Segunda Guerra Mundial

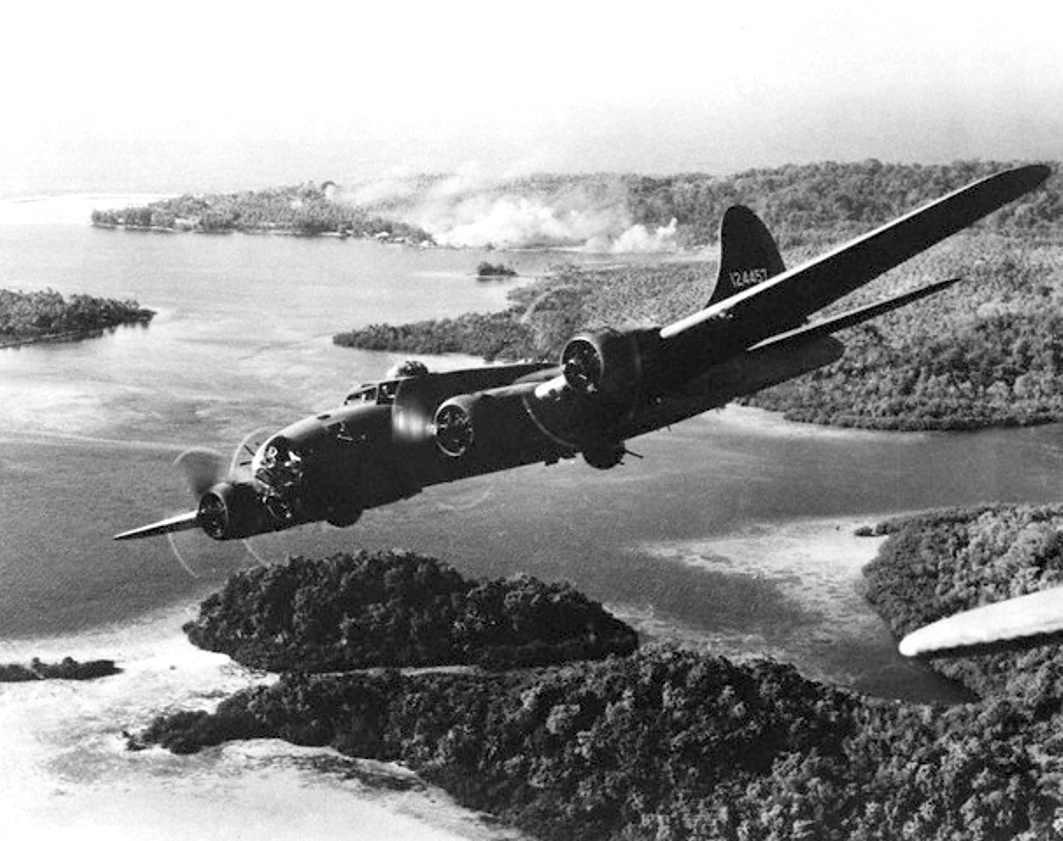
Los aviones estadounidenses bombardearon las posiciones japonesas en las islas.

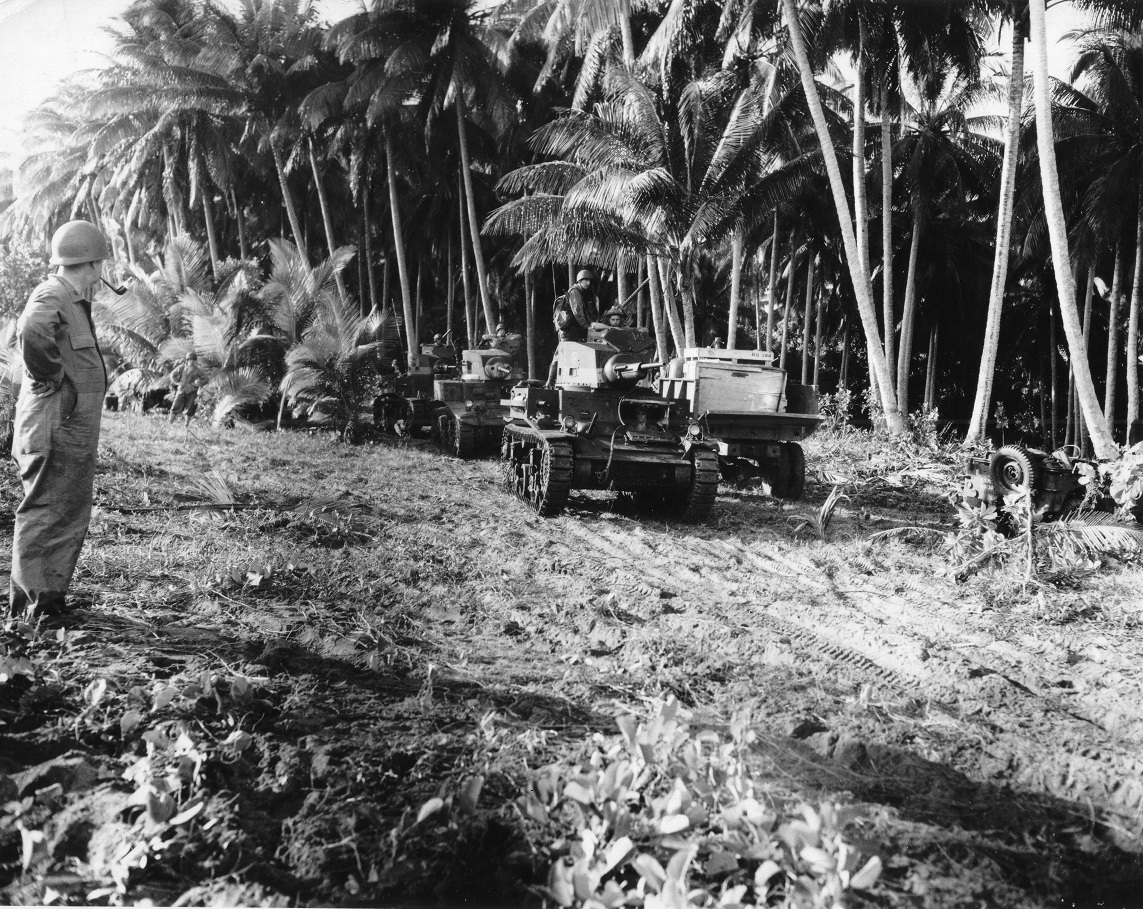
Las tropas estadounidenses tomaron las islas y establecieron su base en Guadalcanal.

Las tropas japonesas ocuparon las Salomón en enero de 1942 estableciéndose en la isla de Tulagi con intención de construir una base para hidroaviones. Los Estados Unidos lideraron el contrataque aliado y en mayo de 1942 se produjo la batalla del Mar del Coral para recuperar Tulagi y en agosto de ese mismo año la 1.ª División del Cuerpo de Marines logró desembarcar en las islas de Guadalcanal y Tulagi tras la batalla de Guadalcanal. Tulagi pasó a formar parte de Purvis Bay, donde se reparaban los barcos japoneses capturados por los estadounidenses, y sirvió de refugio a las embarcaciones estadounidenses en 1942 y 1943. Las Islas Salomón y las áreas cercanas sirvieron de escenario a una de las mayores serie de batallas en la Segunda Guerra Mundial durante casi tres años. La ciudad de Tulagi, que había sido la capital británica de las islas, fue destruida durante los combates y los estadounidenses situaron su base en Honiara, en la isla de Guadalcanal, y que terminaría convirtiéndose en la capital, ya que contaba con las infraestructuras construidas por los estadounidenses.
La Guerra tuvo consecuencias desastrosas sobre la sociedad y economía de las Salomón. Sin ayudas compensatorias la recuperación fue lenta, ya que los combates habían destruido las plantaciones que eran la base de la economía local. La introducción de nuevos materiales y equipos por parte de las tropas cambió radicalmente la forma de vida de los nativos. Tras la guerra se desarrolló el movimiento de Maasina Ruru que promovía el autogobierno de las islas, e instaba a la desobiediencia civil y huelgas y protestas masivas en las islas. El nombre del movimiento proviene de la lengua 'Are'are, hablada en las Salomón. Los líderes del movimiento fueron encarcelados en 1948. Sin embargo en la década de 1950 aparecieron nuevos grupos similares, que desaparecieron sin haber conseguido ni el apoyo popular, ni sus objetivos.

#### Los nativos durante el conflicto
Biuku Gasa y Eroni Kumana son dos nativos de las islas que participaron en la Segunda Guerra Mundial como rastreadores. Se hicieron famosos al aparecer en un reportaje de la revista National Geographic como las personas que encontraron a John F. Kennedy y el resto de la tripulación del PT-109 tras el naufragio de esta embarcación. Otro salomoniano destacado fue el Sargento Mayor Jacob C. Vouza, un guardacostas que fue capturado por las tropas japonesas. Vouza no confesó a sus captores ninguna información, a pesar de las torturas a las que fue sometido. Este hecho le comportó recibir varias condecoraciones por su valor y comportamiento, como la Estrella de Plata norteamericana o la Orden del Imperio Británico.

## Fauna
El mar de Salomón, es rico en biodiversidad marina. Las aguas albergan una amplia variedad de peces de arrecife, incluyendo peces payaso (Amphiprioninae), peces loro (Scaridae) y peces ángel (Pomacanthidae), entre las especies pelágicas se destacan peces más grandes como el atún, el mahi-mahi o dorado y el pez espada se encuentran en las aguas abiertas.
Tambian abundan una amplia gama de invertebrados que habitan extensos arrecifes de coral incluyendo esponjas, erizos de mar y estrellas de mar; varias especies de moluscos, como pulpos y almejas gigantes, prosperan en estas aguas.
En cuanto a mamíferos marinos se pueden avistar varias especies de delfines, como los delfines giradores y delfines mulares, así como ballenas migratorias, incluyendo las yubarta.
El mar de Salomón es un lugar de anidación para varias especies de tortugas marinas, incluyendo tortugas verdes (Chelonia mydas) y tortugas de carey  (Eretmochelys imbricata).